# 29th Street Saxophone Quartet
Das Twenty-Ninth Street Saxophone Quartet bzw. 29th Street Saxophone Quartet war ein US-amerikanisches Jazz-Quartett, das von 1982 bis in die 1990er Jahre überregional aktiv war.
Das Twenty-Ninth Street Saxophone Quartet entstand Anfang der 1980er Jahre durch die Begegnung des Baritonsaxophonisten Jim Hartog mit dem Altisten Ed Jackson am New England Conservatory in Boston; der Name bezieht sich auf die Straße, in der sich Hartogs Wohnung befand, wo die ersten Proben stattfanden. 1982 stieß der Tenorsaxophonist Rich Rothenberg hinzu und schließlich, kurz vor der ersten Europa-Tournee, der Altsaxophonist Bobby Watson, der inzwischen musikalisch als der eigentliche Kopf des Ensembles gilt. 
1991 entstand in erweiterter Besetzung das Album Underground mit dem Trompeter Hugh Masekela, dem Pianisten Benny Green, dem Bassisten Curtis Lundy und dem Schlagzeuger Victor Lewis.
Die Musik des Bläser-Ensembles speiste sich aus den unterschiedlichen Erfahrungen der Musiker; Bobby Watson kommt vom Hardbop; er ist ehemaliger musikalischer Direktor der Jazz Messengers, Jackson vom Blues und Funk, Hartog ist von afro-kubanischer Musik und Rothenberg von Latin-Musik beeinflusst. Scott Yanow im All Music Guide betrachtet die Musik des Twenty-Ninth Street Saxophone Quartet als Antwort des Hardbop auf die Musik des World Saxophone Quartets.

## Diskographische Hinweise
- Watch Your Step (New Note, 1986)
- The Real Deal (New Note, 1987)
- Live (Red, 1988)
- Underground (Antilles, 1991) mit Hugh Masekela, Benny Green, Curtis Lundy, Victor Lewis
- Your Move (Red, 1992)
- Milano New York Bridge (Red, 1992/93)